# أتسوتو أوتشيدا
أتسوتو أوتشيدا (باليابانية: 内田篤人) (مواليد 27 مارس 1988 في كانامي) لاعب كرة قدم ياباني يلعب حاليا لصالح نادي شالكه الألماني.
درس ولعب الكرة في مدرسة شيميزو الثانوية وفي 2006 انضم لفريق كاشيما انتلرز وبدأ معهم التألق وهو في سن ال 17 وحقق معهم كأس الإمبراطور عام 2007.. وفي 13 يونيو 2010 أعلن نادي شالكه الألماني ضمه للاعب في عقد يمتد لثلاث سنوات..
بدأ العب الدولي في 21 يناير 2008 في مباراة وديه ضد تشيلي.. وسجا أول اهدافه الدولية في 22 يونيو 2008 ضد البحرين في تصفيات كاس العالم ليصبح اصغر لاعب ياباني يسجل في التصفيات بعدا ان كسر رقم هيدتوشي ناكاتا المسجل عام 97..
لعب 34 مباراة وسجل هدف واحد..

## روابط خارجية
- أتسوتو أوتشيدا على موقع الاتحاد الدولي (مؤرشف)  (الإنجليزية)
- أتسوتو أوتشيدا على موقع رابطة كرة القدم اليابانية للمحترفين (اليابانية)
- أتسوتو أوتشيدا على موقع قاعدة بيانات كرة القدم.إي يو (الإنجليزية)
- أتسوتو أوتشيدا على موقع بيانات كرة القدم. دي إي (الألمانية)
- أتسوتو أوتشيدا على موقع ناشيونال فوتبول تيمز (الإنجليزية)
- أتسوتو أوتشيدا على موقع Soccerbase.com (لاعب) (الإنجليزية)
- أتسوتو أوتشيدا على موقع Soccerway.com (الإنجليزية)
- أتسوتو أوتشيدا على موقع عالم كرة القدم.نت (الإنجليزية)
- أتسوتو أوتشيدا على موقع كووورة
- أتسوتو أوتشيدا على موقع أوليمبيديا (الإنجليزية)